# Amerikansk hassel
Amerikansk hassel (Corylus americana) er en stor, løvfældende busk med spiselige nødder. Planten kendes i Danmark kun fra botaniske haver og større parker.

## Kendetegn
Amerikansk Hassel er en stor, løvfældende busk med en tæt, efterhånden halvkugleformet vækst. Under gunstige betingelser kan enkelte individer udvikle sig til små træer. Barken er først lysegrøn og besat med klæbrige hår, så bliver den rødbrun med lyse barkporer, og til sidst er barken lysegrå og glat. Knopperne sidder spredt, og de er ægformede og hårklædte med tydelig spids. Bladene er ægformede eller ovale med hjerteformet grund, groft og dobbelt savtakket rand og lang spids. Høstfarven er gylden og rustrød. Blomstringen foregår i foråret, dvs. før løvspring, og de hanlige blomster er samlet i hængende rakler, mens de hunlige sidder sammen i hovedagtige stande. Frugterne er nødder, som sidder samlet i en tæt klynge (omtrent som hos tyrkisk hassel).
Rodsystemet består af mange, højtliggende hovedrødder (de fleste inden for de øverste 15 cm af jorden. Finrødderne vokser lodret op og danner et tæt rodfilt. Nødderne er velsmagende, men noget mindre end nøder af Almindelig Hassel.
Planten bliver op til 5 m høj og bred, men ofte er den dog noget mindre, når den vokser uden for sit naturlige udbredelsesområde.

## Hjemsted
Amerikansk Hassel har sin naturlige udbredelse i det østlige USA og Canada, hvor den er knyttet til flodbredder, skovbryn, lysninger, hvor der er humusrig, veldrænet og næringsrig jord.
Mellem Lake Manitoba i den sydlige ende af delstaten Manitoba, Canada,  og statsgrænsen ind mod North Dakota, USA, findes tidligere prærie med bevoksninger, hvor urter og buske er blandet med enkelte træer. Her vokser arten sammen med bl.a. 
Almindelig Særkrone, amerikansk nældetræ, amerikansk snabelkalla, Asclepias verticillata (en art af silkeplante), blodurt, Bouteloua curtipendula (en art af moskitogræs), Cornus alternifolia (en art af kornel), dunet steffensurt, Fraxinus nigra (en art af Ask), Sisyrinchium campestre (en art af blåøje), Verbena bracteata (en art af jernurt) og virginsk ærenpris

## Galleri
|  |  |